# Polynoncus ecuadorensis
Polynoncus ecuadorensis is een keversoort uit de familie beenderknagers (Trogidae). De wetenschappelijke naam van de soort is voor het eerst geldig gepubliceerd in 1962 door Vaurie